# Ha Seok-jin
En aquest nom coreà, el cognom és Ha.
Ha Seok-jin (en coreà 하석진) (Seül, 5 de març de 1982), és un reconegut actor de cinema sud-coreà.

## Filmografia

### TV
| Any  | Títol                          | Paper          |
| ---- | ------------------------------ | -------------- |
| 2005 | Sad Love Story                 |                |
| 2005 | Princess Lulu                  | Seok-jin       |
| 2006 | Dr. Kkang                      | Kim Jin-kyu    |
| 2006 | Korea Secret Agency            |                |
| 2007 | If in Love... Like Them        | Kang-deo       |
| 2007 | Hello! Miss                    | Hwang Chan-min |
| 2007 | Drama City                     | Park Jung-woo  |
| 2008 | I am Happy                     | Kang-seok      |
| 2009 | What's for Dinner?             | Kim Yoon-soo   |
| 2010 | The Great Merchant             | Kang Yoo-ji    |
| 2010 | Once Upon a Time in Saengchori | Jo Min-sung    |
| 2011 | Can't Lose                     | Lee Tae-young  |
| 2011 | If Tomorrow Comes              | Lee Young-gyun |
| 2012 | Standby                        | Ha Seok-jin    |
| 2012 | Childless Comfort              | Ahn Sung-ki    |
| 2013 | Shark                          | Oh Joon-young  |
| 2013 | Thrice Married Woman           | Kim Jun-goo    |
| 2014 | Legendary Witches              | Nam Woo-suk    |
| 2015 | D-Day                          | Han Woo-jin    |
| 2016 | Iron Lady                      | Park-ryeok     |
| 2016 | Drinking Solo                  | Jin Jung-suk   |
| 2016 | 1% of Anything                 | Lee Jae-in     |
| 2017 | Radiant Office                 | Seo Woo-jin    |

### Cinema
| Any  | Títol                | Paper        |
| ---- | -------------------- | ------------ |
| 2006 | See You After School | Kang Jae-koo |
| 2006 | Sexy Teacher         | Kim Tae-yo   |
| 2007 | Unstoppable Marriage | Wang Ki-baek |
| 2008 | Summer Whispers      | Yoon-soo     |
| 2016 | Like for Likes       | Kang Min Ho  |